# Karl von Gerber
Karl Friedrich Wilhelm Gerber, a partir de 1859 von Gerber (11 de abril de 1823 , Ebeleben, Alemanha - 23 de dezembro de 1891, Dresden, Alemanha), foi um eminente advogado, professor, jurista, e Ministro de Estado e Ministro da educação da Saxônia.

## Família
Nasceu em uma família da Turíngia e era filho do Professor Friedrich Gerber (1776-1859), reitor da Abadia-escola em Ebeleben e do ginásio em Sondershausen, com sua segunda esposa, Wilhelmine Köppel (1794-1858).
Gerber casou-se pela primeira vez no dia 9 de setembro de 1848 em Sondershausen, com Rosalie von Bloedau (7 de janeiro de 1829 - 31 de dezembro de 1859) filha mais velha de Karl von Bloedau (1804-1886) que desde o dia 23 de novembro de 1835 era da nobreza de Schwarzburg-Sondershausener, título recentemente dado a ele por ter sido conselheiro privado e médico do Príncipe Gunter Federico Carlos I de Schwarzburgo-Sondershausen. Deste casamento vieram três filhos; Luise, Klara e Richard.
Casou-se pela segunda vez no dia 16 de maio de 1861, com a irmã mais nova de sua ex-esposa, Helene von Bloedau (4 de setembro de 1838 - 12 de fevereiro de 1909). Com ela teve dois filhos, Marie e Karl.

## Vida e o Trabalho político
Durante seus estudos, ingressou, em 1840, no Velho Burschenschaft de Leipzig. Continuou seus estudos em ciências jurídicas em Heidelberg em, 1841, e se formou em 1844, na Universidade de Jena. Em 1847 tornou-se professor da Universidade de Erlangen. Em 1851, ele se mudou para a Universidade de Tübingen. Como Vice-Chanceler e posteriormente Chanceler da Universidade de Tübingen, ele tinha, de 1851 a 1862, um assento no Parlamento do Estado de Württemberg.
Em 1862, foi chamado para ser professor da Universidade de Jena, mas já no ano seguinte, em 1863, tornou-se professor da Universidade de Leipzig. Em 1867, foi eleito membro do Reichstag da Confederação da Alemanha do Norte.
Gerber esteve envolvido na transformação Sinodal da Igreja do estado Saxão. Após a renúncia de Johann Paul von Falkenstein, atuou no gabinete do Ministro da cultura. Ele continuou a Reforma da Igreja e elaborou uma nova lei sobre o ensino primário. Durante os próximos 20 anos, ele dedicou todo o seu tempo ao trabalho administrativo das igrejas e escreveu sobre o ensino do direito como um campo de estudo científico. Escreveu também o currículo de 1878, fundou as escolas de gramática atrravés de uma lei de 1876, e desenvolveu o conceito do professor de seminários.  Depois da morte de Alfred von Fabrice,  toda a linha política saxônica foi herdada por Gerber, que morreu no mesmo ano, na primavera de 1891.
Um dos edifícios da Universidade Técnica de Dresden foi denominado "Edifício Karl von Gerber", em sua homenagem. 

## Como Jurista
Gerber foi considerado um dos grandes juristas do seu tempo no campo do direito privado. Ele é sempre mencionado ao lado de Rudolf von Jhering como um dos maiores professores de Direito Civil de sua época. Gerber também dava importância ao direito constitucional, representando uma ideologia anti-liberal, conservadora, e monárquica, mesmo que o sistema jurídico do estado fosse bastante democrático. Sua visão constitucional era resultado de descrições positivistas e de sua aversão à abordagem do direito baseada em "princípios".

## Honras
- Prêmio da cruz de cavaleiro da ordem da coroa de Württemberg foi entergue à Gerber no dia 27 de setembro de 1859.
- No dia primeiro de julho de 1872, foi nomeado membro honorário da Academia de Ciências da Saxônia.
- Ministro Saxão Real da Educação, no dia 18 de junho de 1878, em Dresden.

## Obras
- O Sistema alemão de direito privado, vários volumes de 1848/49.
- Características básicas de um sistema alemão de direito público, em 1865. (arquivo de texto)

## Literatura
- Jördis Bürger: Carl Friedrich Wilhelm von Gerber als sächsischer Kultusminister. Eine rechts- und verfassungsgeschichtliche Untersuchung zu seinem rechtlichen und politischen Wirken im Spannungsfeld von Staat und Kirche im ausgehenden 19. Jahrhundert (= Dresdner Schriften zum öffentlichen Recht, Band 4), Verlag Peter Lang, Frankfurt am Main usw., 2007, ISBN 978-3-631-55784-6
- Helge Dvorak: Biographisches Lexikon der Deutschen Burschenschaft. Band I: Politiker, Teilband 7: Supplement A–K, Winter, Heidelberg 2013, ISBN 978-3-8253-6050-4. S. 368–370.
- Mario G. Losano: Der Briefwechsel zwischen Jhering und Gerber. Teil 1 (= Abhandlungen zur Rechtswissenschaftlichen Grundlagenforschung; Band 55/1), Ebelsbach 1984. Mario G. Losano: Studien zu Jhering und Gerber. Teil 2 (= Abhandlungen zur Rechtswissenschaftlichen Grundlagenforschung; Band 55/2), Ebelsbach 1984.
- Susanne Schmidt-Radefeld: Carl Friedrich von Gerber (1823–1891) und die Wissenschaft des deutschen Privatrechts (= Schriften zur Rechtsgeschichte, Band 105), Berlin 2003 (beruht weitgehend auf Losano, hat aber die neueste Literatur).
- Hans Beschorner: Gerber, Karl Friedrich Wilhelm von. In: Allgemeine Deutsche Biographie (ADB). Band 49, Duncker & Humblot, Leipzig 1904, S. 291–297.
- Wilhelm Haan: Carl Friedrich Wilhelm von Gerber. In: Sächsisches Schriftsteller-Lexicon. Robert Schaefer’s Verlag, Leipzig 1875, S. XIII.
- Heinrich Maack: Gerber, Carl Friedrich Wilhelm von. In: Neue Deutsche Biographie (NDB). Band 6, Duncker & Humblot, Berlin 1964, ISBN 3-428-00187-7, S. 251–253 (Digitalisat).
- Gothaisches Genealogisches Taschenbuch der Adeligen Häuser, Teil B 1933, Seite 177, Verlag Justus Perthes, Gotha 1933
- Frank Raberg: Biographisches Handbuch der württembergischen Landtagsabgeordneten 1815–1933. Im Auftrag der Kommission für geschichtliche Landeskunde in Baden-Württemberg. Kohlhammer, Stuttgart 2001, ISBN 3-17-016604-2, S. 260.

## Ligações Externas
- Literatura de e sobre Karl von Gerber (em alemão) no catálogo da Biblioteca Nacional da Alemanha
- De referência para a literatura no catálogo Online da biblioteca do estado em Berlim